# Le Mesnil-Angot
 Le Mesnil-Angot  es una población y comuna francesa, en la región de Baja Normandía, departamento de Mancha, en el distrito de Saint-Lô y cantón de Saint-Jean-de-Daye.

## Demografía
| 200 | 226 | 251 | 230 | 215 | 217 | 211 | 177 | 172 | 174 | 152 | 137 | 138 | 129 | 114 | 99 | 101 | 113 | 106 | 96 | 90 | 99 | 82 | 77 | 79 | 73 | 86 | 71 | 47 | 42 | 34 | 50 |
| Para los censos de 1962 a 1999 la población legal corresponde a la población sin duplicidades (Fuente: INSEE [Consultar]) |     |     |     |     |     |     |     |     |     |     |     |     |     |     |    |     |     |     |    |    |    |    |    |    |    |    |    |    |    |    |    |